# Tour de Sicile 2021
La 25e édition du Tour de Sicile a lieu du 28 septembre au 1er octobre 2021. La course fait partie du calendrier UCI Europe Tour 2021 en catégorie 2.1 et est remportée par le Sicilien Vincenzo Nibali.

## Présentation

### Équipes
Classée en catégorie 2.1 de l'UCI Europe Tour, le Tour de Sicile est par conséquent ouverte aux WorldTeams dans la limite de 50 % des équipes participantes, aux équipes continentales professionnelles, aux équipes continentales et aux équipes nationales.
| WorldTeams (5)- Trek-Segafredo - Movistar Team - Team DSM - Israel Start-Up Nation - UAE Team Emirates ProTeams (8)- Androni Giocattoli-Sidermec - Bardiani CSF Faizanè - Caja Rural-Seguros RGA - Eolo-Kometa - Euskaltel-Euskadi - Gazprom-RusVelo - Rally Cycling - Vini Zabù Équipes continentales (7)- Amore & Vita-Prodir - D'Amico UM Tools - Giotti Victoria-Savini Due - Mg.k Vis VPM - Team Colpack-Ballan - Work Service-Marchiol-Dynatek - Zalf Euromobil Fior |
| |

## Étapes
| Étape     | Date     | Villes étapes                     | type              | Distance (km) | Vainqueur d'étape  | Leader du classement général |
| --------- | -------- | --------------------------------- | ----------------- | ------------- | ------------------ | ---------------------------- |
| 1re étape | 28 sept. | Avola – Licata                    | étape de plaine   | 179           | Sebastián Molano   | Sebastián Molano             |
| 2e étape  | 29 sept. | Sélinonte – Mondello              | étape de plaine   | 173           | Sebastián Molano   | Sebastián Molano             |
| 3e étape  | 30 sept. | Termini Imerese – Caronia         | étape vallonnée   | 180           | Alejandro Valverde | Alejandro Valverde           |
| 4e étape  | 1 oct.   | Sant'Agata di Militello – Mascali | étape de montagne | 180           | Vincenzo Nibali    | Vincenzo Nibali              |

## Déroulement de la course

### 1reétape
Trois coureurs échappés (Charles-Étienne Chrétien, Jacopo Cortese et Matteo Zurlo) ont jusqu'à cinq minutes sur le peloton. Zurlo part seul avant le dernier sprint intermédiaire, il est repris dans les derniers quinze kilomètres. Vincenzo Albanese attaque à moins de deux kilomètres de l'arrivée, il est repris à dix mètres de la ligne par le Colombien Juan Sebastián Molano.
| \| Classement de l'étape \| Classement de l'étape \| Classement de l'étape \| Classement de l'étape \| Classement de l'étape \| \| Coureur \| Coureur \| Pays \| Équipe \| Temps \| \| --------------------- \| --------------------- \| --------------------- \| --------------------------- \| --------------------- \| \| 1er \| Sebastián Molano \| Colombie \| UAE Team Emirates \| 4 h 37 min 21 s \| \| 2e \| Vincenzo Albanese \| Italie \| Eolo-Kometa \| + 0 s \| \| 3e \| Maximiliano Richeze \| Argentine \| UAE Team Emirates \| + 0 s \| \| 4e \| Matteo Moschetti \| Italie \| Trek-Segafredo \| + 0 s \| \| 5e \| Filippo Fiorelli \| Italie \| Bardiani CSF Faizanè \| + 0 s \| \| 6e \| Jakub Mareczko \| Italie \| Vini Zabù \| + 0 s \| \| 7e \| Andrea Guardini \| Italie \| Giotti Victoria-Savini Due \| + 0 s \| \| 8e \| Manuel Belletti \| Italie \| Eolo-Kometa \| + 0 s \| \| 9e \| Francesco Di Felice \| Italie \| MG.K Vis VPM \| + 0 s \| \| 10e \| Jhonatan Restrepo \| Colombie \| Androni Giocattoli-Sidermec \| + 0 s \| |                     |           |                             |                 |
| |                     |           |                             |                 |
| Source : ProCyclingStats |                     |           |                             |                 |
| Classement de l'étape |                     |           |                             |                 |
| Coureur | Coureur             | Pays      | Équipe                      | Temps           |
| 1er | Sebastián Molano    | Colombie  | UAE Team Emirates           | 4 h 37 min 21 s |
| 2e | Vincenzo Albanese   | Italie    | Eolo-Kometa                 | + 0 s           |
| 3e | Maximiliano Richeze | Argentine | UAE Team Emirates           | + 0 s           |
| 4e | Matteo Moschetti    | Italie    | Trek-Segafredo              | + 0 s           |
| 5e | Filippo Fiorelli    | Italie    | Bardiani CSF Faizanè        | + 0 s           |
| 6e | Jakub Mareczko      | Italie    | Vini Zabù                   | + 0 s           |
| 7e | Andrea Guardini     | Italie    | Giotti Victoria-Savini Due  | + 0 s           |
| 8e | Manuel Belletti     | Italie    | Eolo-Kometa                 | + 0 s           |
| 9e | Francesco Di Felice | Italie    | MG.K Vis VPM                | + 0 s           |
| 10e | Jhonatan Restrepo   | Colombie  | Androni Giocattoli-Sidermec | + 0 s           |

| \| Classement général \| Classement général \| Classement général \| Classement général \| Classement général \| \| Coureur \| Coureur \| Pays \| Équipe \| Temps \| \| ------------------ \| ------------------------ \| ------------------ \| -------------------- \| ------------------ \| \| 1er \| Sebastián Molano \| Colombie \| UAE Team Emirates \| 4 h 37 min 11 s \| \| 2e \| Vincenzo Albanese \| Italie \| Eolo-Kometa \| + 4 s \| \| 3e \| Maximiliano Richeze \| Argentine \| UAE Team Emirates \| + 6 s \| \| 4e \| Matteo Zurlo \| Italie \| Zalf Euromobil Fior \| + 7 s \| \| 5e \| Charles-Étienne Chrétien \| Canada \| Rally Cycling \| + 8 s \| \| 6e \| Davide Gabburo \| Italie \| Bardiani CSF Faizanè \| + 9 s \| \| 7e \| Jacopo Cortese \| Italie \| MG.K Vis VPM \| + 9 s \| \| 8e \| Matteo Moschetti \| Italie \| Trek-Segafredo \| + 10 s \| \| 9e \| Filippo Fiorelli \| Italie \| Bardiani CSF Faizanè \| + 10 s \| \| 10e \| Jakub Mareczko \| Italie \| Vini Zabù \| + 10 s \| |                          |           |                      |                 |
| |                          |           |                      |                 |
| Source : ProCyclingStats |                          |           |                      |                 |
| Classement général |                          |           |                      |                 |
| Coureur | Coureur                  | Pays      | Équipe               | Temps           |
| 1er | Sebastián Molano         | Colombie  | UAE Team Emirates    | 4 h 37 min 11 s |
| 2e | Vincenzo Albanese        | Italie    | Eolo-Kometa          | + 4 s           |
| 3e | Maximiliano Richeze      | Argentine | UAE Team Emirates    | + 6 s           |
| 4e | Matteo Zurlo             | Italie    | Zalf Euromobil Fior  | + 7 s           |
| 5e | Charles-Étienne Chrétien | Canada    | Rally Cycling        | + 8 s           |
| 6e | Davide Gabburo           | Italie    | Bardiani CSF Faizanè | + 9 s           |
| 7e | Jacopo Cortese           | Italie    | MG.K Vis VPM         | + 9 s           |
| 8e | Matteo Moschetti         | Italie    | Trek-Segafredo       | + 10 s          |
| 9e | Filippo Fiorelli         | Italie    | Bardiani CSF Faizanè | + 10 s          |
| 10e | Jakub Mareczko           | Italie    | Vini Zabù            | + 10 s          |

### 2eétape
Molano gagne à nouveau le sprint.
| \| Classement de l'étape \| Classement de l'étape \| Classement de l'étape \| Classement de l'étape \| Classement de l'étape \| \| Coureur \| Coureur \| Pays \| Équipe \| Temps \| \| --------------------- \| --------------------- \| --------------------- \| --------------------------- \| --------------------- \| \| 1er \| Sebastián Molano \| Colombie \| UAE Team Emirates \| 4 h 25 min 41 s \| \| 2e \| Filippo Fiorelli \| Italie \| Bardiani CSF Faizanè \| + 0 s \| \| 3e \| Matteo Moschetti \| Italie \| Trek-Segafredo \| + 0 s \| \| 4e \| Jakub Mareczko \| Italie \| Vini Zabù \| + 0 s \| \| 5e \| Emanuele Onesti \| Italie \| Giotti Victoria-Savini Due \| + 0 s \| \| 6e \| Manuel Belletti \| Italie \| Eolo-Kometa \| + 0 s \| \| 7e \| Francesco Carollo \| Italie \| MG.K Vis VPM \| + 0 s \| \| 8e \| Samuele Zambelli \| Italie \| Androni Giocattoli-Sidermec \| + 0 s \| \| 9e \| Nicolas Nesi \| Italie \| D'Amico UM Tools \| + 0 s \| \| 10e \| Omer Goldstein \| Israël \| Israel Start-Up Nation \| + 0 s \| |                   |          |                             |                 |
| |                   |          |                             |                 |
| Source : ProCyclingStats |                   |          |                             |                 |
| Classement de l'étape |                   |          |                             |                 |
| Coureur | Coureur           | Pays     | Équipe                      | Temps           |
| 1er | Sebastián Molano  | Colombie | UAE Team Emirates           | 4 h 25 min 41 s |
| 2e | Filippo Fiorelli  | Italie   | Bardiani CSF Faizanè        | + 0 s           |
| 3e | Matteo Moschetti  | Italie   | Trek-Segafredo              | + 0 s           |
| 4e | Jakub Mareczko    | Italie   | Vini Zabù                   | + 0 s           |
| 5e | Emanuele Onesti   | Italie   | Giotti Victoria-Savini Due  | + 0 s           |
| 6e | Manuel Belletti   | Italie   | Eolo-Kometa                 | + 0 s           |
| 7e | Francesco Carollo | Italie   | MG.K Vis VPM                | + 0 s           |
| 8e | Samuele Zambelli  | Italie   | Androni Giocattoli-Sidermec | + 0 s           |
| 9e | Nicolas Nesi      | Italie   | D'Amico UM Tools            | + 0 s           |
| 10e | Omer Goldstein    | Israël   | Israel Start-Up Nation      | + 0 s           |

| \| Classement général \| Classement général \| Classement général \| Classement général \| Classement général \| \| Coureur \| Coureur \| Pays \| Équipe \| Temps \| \| ------------------ \| ------------------------ \| ------------------ \| -------------------- \| ------------------ \| \| 1er \| Sebastián Molano \| Colombie \| UAE Team Emirates \| 9 h 02 min 42 s \| \| 2e \| Matteo Moschetti \| Italie \| Trek-Segafredo \| + 14 s \| \| 3e \| Vincenzo Albanese \| Italie \| Eolo-Kometa \| + 14 s \| \| 4e \| Jakub Mareczko \| Italie \| Vini Zabù \| + 16 s \| \| 5e \| Maximiliano Richeze \| Argentine \| UAE Team Emirates \| + 16 s \| \| 6e \| Davide Gabburo \| Italie \| Bardiani CSF Faizanè \| + 16 s \| \| 7e \| Matteo Zurlo \| Italie \| Zalf Euromobil Fior \| + 17 s \| \| 8e \| David de la Cruz \| Espagne \| UAE Team Emirates \| + 18 s \| \| 9e \| Charles-Étienne Chrétien \| Canada \| Rally Cycling \| + 18 s \| \| 10e \| Romain Bardet \| France \| Team DSM \| + 19 s \| |                          |           |                      |                 |
| |                          |           |                      |                 |
| Source : ProCyclingStats |                          |           |                      |                 |
| Classement général |                          |           |                      |                 |
| Coureur | Coureur                  | Pays      | Équipe               | Temps           |
| 1er | Sebastián Molano         | Colombie  | UAE Team Emirates    | 9 h 02 min 42 s |
| 2e | Matteo Moschetti         | Italie    | Trek-Segafredo       | + 14 s          |
| 3e | Vincenzo Albanese        | Italie    | Eolo-Kometa          | + 14 s          |
| 4e | Jakub Mareczko           | Italie    | Vini Zabù            | + 16 s          |
| 5e | Maximiliano Richeze      | Argentine | UAE Team Emirates    | + 16 s          |
| 6e | Davide Gabburo           | Italie    | Bardiani CSF Faizanè | + 16 s          |
| 7e | Matteo Zurlo             | Italie    | Zalf Euromobil Fior  | + 17 s          |
| 8e | David de la Cruz         | Espagne   | UAE Team Emirates    | + 18 s          |
| 9e | Charles-Étienne Chrétien | Canada    | Rally Cycling        | + 18 s          |
| 10e | Romain Bardet            | France    | Team DSM             | + 19 s          |

### 3eétape
Benjamin King est repris par le peloton juste après le sommet hors-catégorie situé à Pollina. Ensuite les équipes Trek-Segafredo et Movistar mènent le peloton. Valverde est le premier au dernier sprint intermédiaire, il est bien mené par ses équipiers et gagne l'étape.
| \| Classement de l'étape \| Classement de l'étape \| Classement de l'étape \| Classement de l'étape \| Classement de l'étape \| \| Coureur \| Coureur \| Pays \| Équipe \| Temps \| \| --------------------- \| --------------------- \| --------------------- \| --------------------------- \| --------------------- \| \| 1er \| Alejandro Valverde \| Espagne \| Movistar Team \| 4 h 42 min 29 s \| \| 2e \| Alessandro Covi \| Italie \| UAE Team Emirates \| + 0 s \| \| 3e \| Jhonatan Restrepo \| Colombie \| Androni Giocattoli-Sidermec \| + 0 s \| \| 4e \| Simone Velasco \| Italie \| Gazprom-RusVelo \| + 0 s \| \| 5e \| Romain Bardet \| France \| Team DSM \| + 0 s \| \| 6e \| Christian Scaroni \| Italie \| Gazprom-RusVelo \| + 0 s \| \| 7e \| Lorenzo Fortunato \| Italie \| Eolo-Kometa \| + 0 s \| \| 8e \| Brandon McNulty \| États-Unis \| UAE Team Emirates \| + 0 s \| \| 9e \| Alessio Martinelli \| Italie \| Colpack-Ballan \| + 0 s \| \| 10e \| Niklas Eg \| Danemark \| Trek-Segafredo \| + 0 s \| |                    |            |                             |                 |
| |                    |            |                             |                 |
| Source : ProCyclingStats |                    |            |                             |                 |
| Classement de l'étape |                    |            |                             |                 |
| Coureur | Coureur            | Pays       | Équipe                      | Temps           |
| 1er | Alejandro Valverde | Espagne    | Movistar Team               | 4 h 42 min 29 s |
| 2e | Alessandro Covi    | Italie     | UAE Team Emirates           | + 0 s           |
| 3e | Jhonatan Restrepo  | Colombie   | Androni Giocattoli-Sidermec | + 0 s           |
| 4e | Simone Velasco     | Italie     | Gazprom-RusVelo             | + 0 s           |
| 5e | Romain Bardet      | France     | Team DSM                    | + 0 s           |
| 6e | Christian Scaroni  | Italie     | Gazprom-RusVelo             | + 0 s           |
| 7e | Lorenzo Fortunato  | Italie     | Eolo-Kometa                 | + 0 s           |
| 8e | Brandon McNulty    | États-Unis | UAE Team Emirates           | + 0 s           |
| 9e | Alessio Martinelli | Italie     | Colpack-Ballan              | + 0 s           |
| 10e | Niklas Eg          | Danemark   | Trek-Segafredo              | + 0 s           |

| \| Classement général \| Classement général \| Classement général \| Classement général \| Classement général \| \| Coureur \| Coureur \| Pays \| Équipe \| Temps \| \| ------------------ \| ------------------ \| ------------------ \| --------------------------- \| ------------------ \| \| 1er \| Alejandro Valverde \| Espagne \| Movistar Team \| 13 h 45 min 18 s \| \| 2e \| Alessandro Covi \| Italie \| UAE Team Emirates \| + 7 s \| \| 3e \| Jhonatan Restrepo \| Colombie \| Androni Giocattoli-Sidermec \| + 9 s \| \| 4e \| Davide Gabburo \| Italie \| Bardiani CSF Faizanè \| + 9 s \| \| 5e \| Romain Bardet \| France \| Team DSM \| + 11 s \| \| 6e \| Simone Velasco \| Italie \| Gazprom-RusVelo \| + 13 s \| \| 7e \| Mattia Bais \| Italie \| Androni Giocattoli-Sidermec \| + 13 s \| \| 8e \| Alessio Martinelli \| Italie \| Colpack-Ballan \| + 13 s \| \| 9e \| Christian Scaroni \| Italie \| Gazprom-RusVelo \| + 13 s \| \| 10e \| Vincenzo Nibali \| Italie \| Trek-Segafredo \| + 13 s \| |                    |          |                             |                  |
| |                    |          |                             |                  |
| Source : ProCyclingStats |                    |          |                             |                  |
| Classement général |                    |          |                             |                  |
| Coureur | Coureur            | Pays     | Équipe                      | Temps            |
| 1er | Alejandro Valverde | Espagne  | Movistar Team               | 13 h 45 min 18 s |
| 2e | Alessandro Covi    | Italie   | UAE Team Emirates           | + 7 s            |
| 3e | Jhonatan Restrepo  | Colombie | Androni Giocattoli-Sidermec | + 9 s            |
| 4e | Davide Gabburo     | Italie   | Bardiani CSF Faizanè        | + 9 s            |
| 5e | Romain Bardet      | France   | Team DSM                    | + 11 s           |
| 6e | Simone Velasco     | Italie   | Gazprom-RusVelo             | + 13 s           |
| 7e | Mattia Bais        | Italie   | Androni Giocattoli-Sidermec | + 13 s           |
| 8e | Alessio Martinelli | Italie   | Colpack-Ballan              | + 13 s           |
| 9e | Christian Scaroni  | Italie   | Gazprom-RusVelo             | + 13 s           |
| 10e | Vincenzo Nibali    | Italie   | Trek-Segafredo              | + 13 s           |

### 4eétape
La dernière montée classée hors-catégorie est une portion de l'Etna. Vincenzo Nibali lâche ses concurrents quelques kilomètres avant le sommet, parmi les favoris aucun arrive à le rejoindre. Il s'impose à Mascali et gagne le classement général.
| \| Classement de l'étape \| Classement de l'étape \| Classement de l'étape \| Classement de l'étape \| Classement de l'étape \| \| Coureur \| Coureur \| Pays \| Équipe \| Temps \| \| --------------------- \| --------------------- \| --------------------- \| --------------------------- \| --------------------- \| \| 1er \| Vincenzo Nibali \| Italie \| Trek-Segafredo \| 4 h 24 min 29 s \| \| 2e \| Simone Ravanelli \| Italie \| Androni Giocattoli-Sidermec \| + 49 s \| \| 3e \| Alessandro Covi \| Italie \| UAE Team Emirates \| + 49 s \| \| 4e \| Romain Bardet \| France \| Team DSM \| + 49 s \| \| 5e \| Jhonatan Restrepo \| Colombie \| Androni Giocattoli-Sidermec \| + 49 s \| \| 6e \| Alejandro Valverde \| Espagne \| Movistar Team \| + 49 s \| \| 7e \| Simone Velasco \| Italie \| Gazprom-RusVelo \| + 49 s \| \| 8e \| Lorenzo Fortunato \| Italie \| Eolo-Kometa \| + 49 s \| \| 9e \| Thymen Arensman \| Pays-Bas \| Team DSM \| + 49 s \| \| 10e \| David de la Cruz \| Espagne \| UAE Team Emirates \| + 49 s \| |                    |          |                             |                 |
| |                    |          |                             |                 |
| Source : ProCyclingStats |                    |          |                             |                 |
| Classement de l'étape |                    |          |                             |                 |
| Coureur | Coureur            | Pays     | Équipe                      | Temps           |
| 1er | Vincenzo Nibali    | Italie   | Trek-Segafredo              | 4 h 24 min 29 s |
| 2e | Simone Ravanelli   | Italie   | Androni Giocattoli-Sidermec | + 49 s          |
| 3e | Alessandro Covi    | Italie   | UAE Team Emirates           | + 49 s          |
| 4e | Romain Bardet      | France   | Team DSM                    | + 49 s          |
| 5e | Jhonatan Restrepo  | Colombie | Androni Giocattoli-Sidermec | + 49 s          |
| 6e | Alejandro Valverde | Espagne  | Movistar Team               | + 49 s          |
| 7e | Simone Velasco     | Italie   | Gazprom-RusVelo             | + 49 s          |
| 8e | Lorenzo Fortunato  | Italie   | Eolo-Kometa                 | + 49 s          |
| 9e | Thymen Arensman    | Pays-Bas | Team DSM                    | + 49 s          |
| 10e | David de la Cruz   | Espagne  | UAE Team Emirates           | + 49 s          |

## Classements finals

### Classement général final
| \| Classement général \| Classement général \| Classement général \| Classement général \| Classement général \| \| Coureur \| Coureur \| Pays \| Équipe \| Temps \| \| ------------------ \| ------------------ \| ------------------ \| --------------------------- \| ------------------ \| \| 1er \| Vincenzo Nibali \| Italie \| Trek-Segafredo \| 18 h 09 min 50 s \| \| 2e \| Alejandro Valverde \| Espagne \| Movistar Team \| + 46 s \| \| 3e \| Alessandro Covi \| Italie \| UAE Team Emirates \| + 49 s \| \| 4e \| Jhonatan Restrepo \| Colombie \| Androni Giocattoli-Sidermec \| + 55 s \| \| 5e \| Romain Bardet \| France \| Team DSM \| + 58 s \| \| 6e \| Simone Velasco \| Italie \| Gazprom-RusVelo \| + 59 s \| \| 7e \| Thymen Arensman \| Pays-Bas \| Team DSM \| + 59 s \| \| 8e \| Lorenzo Fortunato \| Italie \| Eolo-Kometa \| + 59 s \| \| 9e \| Niklas Eg \| Danemark \| Trek-Segafredo \| + 59 s \| \| 10e \| Simone Ravanelli \| Italie \| Androni Giocattoli-Sidermec \| + 1 min 03 s \| |                    |          |                             |                  |
| |                    |          |                             |                  |
| Source : ProCyclingStats |                    |          |                             |                  |
| Classement général |                    |          |                             |                  |
| Coureur | Coureur            | Pays     | Équipe                      | Temps            |
| 1er | Vincenzo Nibali    | Italie   | Trek-Segafredo              | 18 h 09 min 50 s |
| 2e | Alejandro Valverde | Espagne  | Movistar Team               | + 46 s           |
| 3e | Alessandro Covi    | Italie   | UAE Team Emirates           | + 49 s           |
| 4e | Jhonatan Restrepo  | Colombie | Androni Giocattoli-Sidermec | + 55 s           |
| 5e | Romain Bardet      | France   | Team DSM                    | + 58 s           |
| 6e | Simone Velasco     | Italie   | Gazprom-RusVelo             | + 59 s           |
| 7e | Thymen Arensman    | Pays-Bas | Team DSM                    | + 59 s           |
| 8e | Lorenzo Fortunato  | Italie   | Eolo-Kometa                 | + 59 s           |
| 9e | Niklas Eg          | Danemark | Trek-Segafredo              | + 59 s           |
| 10e | Simone Ravanelli   | Italie   | Androni Giocattoli-Sidermec | + 1 min 03 s     |

### Classements annexes
| Classement par points | Classement par points | Classement par points | Classement par points       | Classement par points |
| Coureur               | Coureur               | Pays                  | Équipe                      | Points                |
| --------------------- | --------------------- | --------------------- | --------------------------- | --------------------- |
| 1er                   | Sebastián Molano      | Colombie              | UAE Team Emirates           | 24 pts                |
| 2e                    | Alejandro Valverde    | Espagne               | Movistar Team               | 23 pts                |
| 3e                    | Alessandro Covi       | Italie                | UAE Team Emirates           | 18 pts                |
| 4e                    | Romain Bardet         | France                | Team DSM                    | 16 pts                |
| 5e                    | Jhonatan Restrepo     | Colombie              | Androni Giocattoli-Sidermec | 15 pts                |
| 6e                    | Vincenzo Nibali       | Italie                | Trek-Segafredo              | 12 pts                |
| 7e                    | Simone Velasco        | Italie                | Gazprom-RusVelo             | 11 pts                |
| 8e                    | Simone Ravanelli      | Italie                | Androni Giocattoli-Sidermec | 10 pts                |
| 9e                    | Vincenzo Albanese     | Italie                | Eolo-Kometa                 | 10 pts                |
| 10e                   | Maximiliano Richeze   | Argentine             | UAE Team Emirates           | 8 pts                 |

| Classement par points | Classement par points | Classement par points | Classement par points       | Classement par points |
| Coureur               | Coureur               | Pays                  | Équipe                      | Points                |
| --------------------- | --------------------- | --------------------- | --------------------------- | --------------------- |
| 1er                   | Sebastián Molano      | Colombie              | UAE Team Emirates           | 24 pts                |
| 2e                    | Alejandro Valverde    | Espagne               | Movistar Team               | 23 pts                |
| 3e                    | Alessandro Covi       | Italie                | UAE Team Emirates           | 18 pts                |
| 4e                    | Romain Bardet         | France                | Team DSM                    | 16 pts                |
| 5e                    | Jhonatan Restrepo     | Colombie              | Androni Giocattoli-Sidermec | 15 pts                |
| 6e                    | Vincenzo Nibali       | Italie                | Trek-Segafredo              | 12 pts                |
| 7e                    | Simone Velasco        | Italie                | Gazprom-RusVelo             | 11 pts                |
| 8e                    | Simone Ravanelli      | Italie                | Androni Giocattoli-Sidermec | 10 pts                |
| 9e                    | Vincenzo Albanese     | Italie                | Eolo-Kometa                 | 10 pts                |
| 10e                   | Maximiliano Richeze   | Argentine             | UAE Team Emirates           | 8 pts                 |

| Classement de la montagne | Classement de la montagne | Classement de la montagne | Classement de la montagne | Classement de la montagne |
| Coureur                   | Coureur                   | Pays                      | Équipe                    | Points                    |
| ------------------------- | ------------------------- | ------------------------- | ------------------------- | ------------------------- |
| 1er                       | Christian Scaroni         | Italie                    | Gazprom-RusVelo           | 45 pts                    |
| 2e                        | Alejandro Valverde        | Espagne                   | Movistar Team             | 32 pts                    |
| 3e                        | Benjamin King             | États-Unis                | Rally Cycling             | 30 pts                    |
| 4e                        | Vincenzo Nibali           | Italie                    | Trek-Segafredo            | 30 pts                    |
| 5e                        | Alessandro Covi           | Italie                    | UAE Team Emirates         | 21 pts                    |
| 6e                        | David de la Cruz          | Espagne                   | UAE Team Emirates         | 21 pts                    |
| 7e                        | Lorenzo Fortunato         | Italie                    | Eolo-Kometa               | 19 pts                    |
| 8e                        | Chris Hamilton            | Australie                 | Team DSM                  | 19 pts                    |
| 9e                        | Romain Bardet             | France                    | Team DSM                  | 12 pts                    |
| 10e                       | Antonio Nibali            | Italie                    | Trek-Segafredo            | 12 pts                    |

| Classement de la montagne | Classement de la montagne | Classement de la montagne | Classement de la montagne | Classement de la montagne |
| Coureur                   | Coureur                   | Pays                      | Équipe                    | Points                    |
| ------------------------- | ------------------------- | ------------------------- | ------------------------- | ------------------------- |
| 1er                       | Christian Scaroni         | Italie                    | Gazprom-RusVelo           | 45 pts                    |
| 2e                        | Alejandro Valverde        | Espagne                   | Movistar Team             | 32 pts                    |
| 3e                        | Benjamin King             | États-Unis                | Rally Cycling             | 30 pts                    |
| 4e                        | Vincenzo Nibali           | Italie                    | Trek-Segafredo            | 30 pts                    |
| 5e                        | Alessandro Covi           | Italie                    | UAE Team Emirates         | 21 pts                    |
| 6e                        | David de la Cruz          | Espagne                   | UAE Team Emirates         | 21 pts                    |
| 7e                        | Lorenzo Fortunato         | Italie                    | Eolo-Kometa               | 19 pts                    |
| 8e                        | Chris Hamilton            | Australie                 | Team DSM                  | 19 pts                    |
| 9e                        | Romain Bardet             | France                    | Team DSM                  | 12 pts                    |
| 10e                       | Antonio Nibali            | Italie                    | Trek-Segafredo            | 12 pts                    |

| Classement du meilleur jeune | Classement du meilleur jeune | Classement du meilleur jeune | Classement du meilleur jeune  | Classement du meilleur jeune |
| Coureur                      | Coureur                      | Pays                         | Équipe                        | Temps                        |
| ---------------------------- | ---------------------------- | ---------------------------- | ----------------------------- | ---------------------------- |
| 1er                          | Alessandro Covi              | Italie                       | UAE Team Emirates             | 18 h 10 min 39 s             |
| 2e                           | Thymen Arensman              | Pays-Bas                     | Team DSM                      | + 10 s                       |
| 3e                           | Lorenzo Fortunato            | Italie                       | Eolo-Kometa                   | + 10 s                       |
| 4e                           | Mattia Bais                  | Italie                       | Androni Giocattoli-Sidermec   | + 1 min 30 s                 |
| 5e                           | Omer Goldstein               | Israël                       | Israel Start-Up Nation        | + 2 min 33 s                 |
| 6e                           | Sergio Román Martín          | Espagne                      | Caja Rural-Seguros RGA        | + 3 min 39 s                 |
| 7e                           | Daniel Muñoz                 | Colombie                     | Androni Giocattoli-Sidermec   | + 3 min 56 s                 |
| 8e                           | Alessio Martinelli           | Italie                       | Colpack-Ballan                | + 4 min 30 s                 |
| 9e                           | Raul Colombo                 | Italie                       | Work Service-Marchiol-Dynatek | + 5 min 17 s                 |
| 10e                          | Christian Scaroni            | Italie                       | Gazprom-RusVelo               | + 10 min 21 s                |

| Classement du meilleur jeune | Classement du meilleur jeune | Classement du meilleur jeune | Classement du meilleur jeune  | Classement du meilleur jeune |
| Coureur                      | Coureur                      | Pays                         | Équipe                        | Temps                        |
| ---------------------------- | ---------------------------- | ---------------------------- | ----------------------------- | ---------------------------- |
| 1er                          | Alessandro Covi              | Italie                       | UAE Team Emirates             | 18 h 10 min 39 s             |
| 2e                           | Thymen Arensman              | Pays-Bas                     | Team DSM                      | + 10 s                       |
| 3e                           | Lorenzo Fortunato            | Italie                       | Eolo-Kometa                   | + 10 s                       |
| 4e                           | Mattia Bais                  | Italie                       | Androni Giocattoli-Sidermec   | + 1 min 30 s                 |
| 5e                           | Omer Goldstein               | Israël                       | Israel Start-Up Nation        | + 2 min 33 s                 |
| 6e                           | Sergio Román Martín          | Espagne                      | Caja Rural-Seguros RGA        | + 3 min 39 s                 |
| 7e                           | Daniel Muñoz                 | Colombie                     | Androni Giocattoli-Sidermec   | + 3 min 56 s                 |
| 8e                           | Alessio Martinelli           | Italie                       | Colpack-Ballan                | + 4 min 30 s                 |
| 9e                           | Raul Colombo                 | Italie                       | Work Service-Marchiol-Dynatek | + 5 min 17 s                 |
| 10e                          | Christian Scaroni            | Italie                       | Gazprom-RusVelo               | + 10 min 21 s                |

## Évolution des classements
| Étape              | Vainqueur          | Classement général | Classement de la montagne | Classement par points | Classement du meilleur jeune |
| ------------------ | ------------------ | ------------------ | ------------------------- | --------------------- | ---------------------------- |
| 1                  | Sebastián Molano   | Sebastián Molano   | Charles-Étienne Chrétien  | Sebastián Molano      | Vincenzo Albanese            |
| 2                  | Sebastián Molano   | Sebastián Molano   | Stefano Gandin            | Sebastián Molano      | Matteo Moschetti             |
| 3                  | Alejandro Valverde | Alejandro Valverde | Ben King                  | Sebastián Molano      | Alessandro Covi              |
| 4                  | Vincenzo Nibali    | Vincenzo Nibali    | Christian Scaroni         | Sebastián Molano      | Alessandro Covi              |
| Classements finals | Classements finals | Vincenzo Nibali    | Christian Scaroni         | Sebastián Molano      | Alessandro Covi              |